# العلاقات المارشالية المولدوفية
العلاقات المارشالية المولدوفية هي العلاقات الثنائية التي تجمع بين جزر مارشال ومولدوفا.

## مقارنة بين البلدين
هذه مقارنة عامة ومرجعية للدولتين:
| وجه المقارنة                                              | جزر مارشال                     | مولدوفا                           |
| --------------------------------------------------------- | ------------------------------ | --------------------------------- |
| المساحة (كم2)                                             | 181                            | 33.85 ألف                         |
| عدد السكان (نسمة)                                         | 53.13 ألف                      | 2.55 مليون                        |
| الكثافة السكانية (ن./كم²)                                 | 29.35 ألف                      | 75.33                             |
| العاصمة                                                   | ماجورو                         | كيشيناو                           |
| اللغة الرسمية                                             | لغة إنجليزية، اللغة المارشالية | اللغة المولدوفية، اللغة الرومانية |
| العملة                                                    | دولار أمريكي                   | ليو مولدوفي                       |
| الناتج المحلي الإجمالي (بليون دولار)                      | 199.40 مليون                   | 8.13 مليار                        |
| الناتج المحلي الإجمالي (تعادل القوة الشرائية) بليون دولار | 207.25 مليون                   | 17.94 مليار                       |
| الناتج المحلي الإجمالي الاسمي للفرد دولار أمريكي          | 3.38 ألف                       | 3.65 ألف                          |
| الناتج المحلي الإجمالي للفرد دولار أمريكي                 | 3.80 ألف                       | 4.98 ألف                          |
| مؤشر التنمية البشرية                                      |                                | 0.693                             |
| رمز المكالمات الدولي                                      | +692                           | +373                              |
| رمز الإنترنت                                              | .mh                            | .md                               |
| المنطقة الزمنية                                           | ت ع م+12:00                    | ت ع م+02:00، ت ع م+03:00          |

## منظمات دولية مشتركة
يشترك البلدان في عضوية مجموعة من المنظمات الدولية، منها:
| علم المنظمة | اسم المنظمة                   | تاريخ انضمام جزر مارشال | تاريخ انضمام مولدوفا |
| ----------- | ----------------------------- | ----------------------- | -------------------- |
|             | البنك الدولي للإنشاء والتعمير | 21 مايو 1992            | 12 أغسطس 1992        |
|             | يونسكو                        | 30 يونيو 1995           | 27 مايو 1992         |
|             | الاتحاد الدولي للاتصالات      | 22 فبراير 1996          | 20 أكتوبر 1992       |
|             | مؤسسة التمويل الدولية         | 23 سبتمبر 1992          | 10 مارس 1995         |
|             | منظمة الشرطة الجنائية الدولية | ?                       | ?                    |
|             | الأمم المتحدة                 | 17 سبتمبر 1991          | 2 مارس 1992          |
|             | مؤسسة التنمية الدولية         | 19 يناير 1993           | 14 يونيو 1994        |
|             | منظمة حظر الأسلحة الكيميائية  | ?                       | ?                    |

## وصلات خارجية
- موقع وزارة الخارجية المولدوفية